# ISO 3166-2:SX
Artículo principal: ISO 3166-2

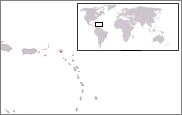
Ubicación de la isla de San Martín en el mapa.

ISO 3166-2:SX es el código para San Martín en ISO 3166-2, parte del patrón de normalización ISO 3166 publicado por la Organización Internacional de Normalización (ISO), que define los códigos para los nombres de las principales subdivisiones (regiones, provincias, etc) de todos los países codificados en ISO 3166-1.
En la actualidad, no no hay códigos ISO 3166-2 definidos para San Martín, por ser un país sin subdivisiones definidas.
San Martín, un país integrante del Reino de los Países Bajos, tiene oficialmente asignado el código SX en el ISO 3166-1 alpha-2. Además, tiene también asignado, bajo la entrada para los Países Bajos, el código NL-SX en el ISO 3166-2.

## Cambios
Los siguientes cambios de entradas han sido anunciados en los boletines de noticias emitidos por el ISO 3166/MA desde la primera publicación del ISO 3166-2 en 1998, cesando esta actividad informativa en 2013.
| Informe         | Fecha de emisión                     | Descripción del cambio en el informe                          |
| --------------- | ------------------------------------ | ------------------------------------------------------------- |
| Newsletter II-3 | 13/12/2011 (corregido el 15/12/2011) | Se añade el código para alinear la ISO 3166-1 y la ISO 3166-2 |